# نقلة موسمية

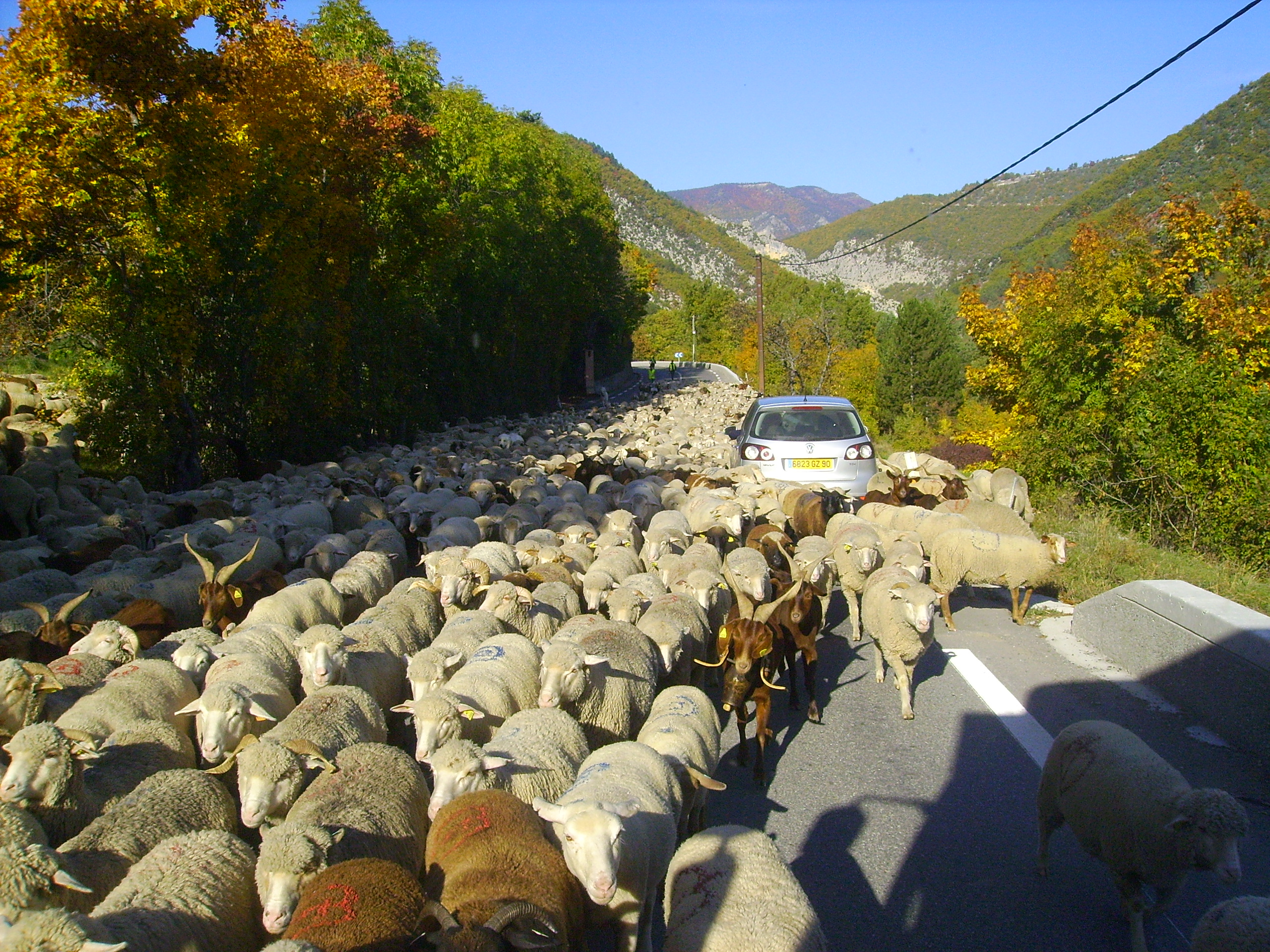
النقلة الموسمية في ألب دو هوت بروفانس ، فرنسا

الانتجاع أو النقلة الموسمية هي نوع من الرعاية أو الترحال البدوي لتسريح المواشي، و هي حركة موسمية للمواشي بين الرعي الثابت في الصيف والشتاء. في المناطق الجبلية (الترانشومنس الرأسي) ، وهي تتضمن الحركة بين المراعي العالية في الصيف والأودية السفلى في فصل الشتاء. لدى الرعاة منزل دائم، عادة ما يكون في الوادي. عادة ما تسافر القطعان فقط، مع عدد معين من الأشخاص اللازمين لرعايتها، في حين أن معظم السكان الرئيسيين يبقون في القاعدة. .